# 국제기 목록
이 목록은 전 세계에 있는 국제 기구들의 기 목록이다.

## 유엔(UN)

유엔(UN)
유네스코
유니세프
세계보건기구
국제 민간 항공 기구
세계 기상 기구
국제 원자력 기구
유엔 산업 개발 기구

## 유럽

유럽 연합
프랑코포니
베네룩스
유라시아 경제 연합
북유럽 이사회
중앙유럽 자유 무역 협정
이베로아메리카 국가 기구
이베로아메리카 정상회의
집단 안보 조약 기구
포르투갈어 사용국 공동체
유럽 안보 협력 기구
유니버시아드
유럽 자유 무역 연합
북대서양 조약 기구
라인강 내비게이션 중앙위원회
대표 없는 국가 민족 기구
유럽 헌병대
유럽 해병대

## 아시아

아랍 연맹
독립국가연합
이슬람 협력 기구
걸프 협력 회의
석유 수출국 기구
튀르크어권 국가 기구
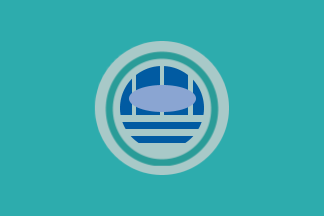
상하이 협력 기구 (비공식)

## 아프리카

아프리카 연합
남아프리카 개발 공동체
아프리카, 카리브 해 및 태평양 국가 기구

## 북미

미주 기구
중미 통합 체제
북미자유무역협정

## 남미

카리브 공동체
남미 국가 연합
안데스 공동체
메르코수르

## 대륙 미정

올림픽
국제 올림픽 위원회
국제 적십자 위원회
국제 적십자사·적신월사 연맹